# Dobropole, Buceaci
Dobropole (în ucraineană Доброполе) este localitatea de reședință a comunei Dobropole din raionul Buceaci, regiunea Ternopil, Ucraina.

## Demografie
Componența lingvistică a localității Dobropole
     Ucraineană (99,51%)
     Alte limbi (0,49%)
Conform recensământului din 2001, majoritatea populației localității Dobropole era vorbitoare de ucraineană (99,51%), existând în minoritate și vorbitori de alte limbi.